# Saurauia molinae
Saurauia molinae là một loài thực vật có hoa trong họ Dương đào. Loài này được Soejarto miêu tả khoa học đầu tiên năm 1985.